# وگ هند
وگ هند نسخه هندی مجله ماهانه مد و سبک زندگی وگ است. این هفدهمین نسخه بین‌المللی وگ و اولین نسخه در جنوب آسیا است.  وگ هند توسط کوندی نست منتشر شده است، یک شرکت تابعه ۱۰۰٪ متعلق به کوندی نست.  وگ هند اولین مجله ای بود که در هند منتشر شد که ۱۰۰٪ مالک آن خارجی است.   کوندی نست در بمبئی مستقر است و همچنین دفتری در دهلی نو دارد. 